# Millesviks skärgård
Millesviks skärgård är ett naturreservat i Säffle kommun i Värmlands län.
Området är naturskyddat sedan 1986 och är 8 576 hektar stort. Reservatet omfattar ett flertal öar och kobbar sydväst om Värmlandsnäs nordväst om Lurö skärgård. Reservatets öar/kobbar består mest av hällmarker. 